# Donji Mihaljevec
Donji Mihaljevec är en ort i Kroatien.   Den ligger i länet Međimurje, i den nordöstra delen av landet, 80 km nordost om huvudstaden Zagreb. Donji Mihaljevec ligger 139 meter över havet och antalet invånare är 743. Den ligger vid sjön Lake Dubrava.
Terrängen runt Donji Mihaljevec är mycket platt. Runt Donji Mihaljevec är det ganska tätbefolkat, med 104 invånare per kvadratkilometer. Närmaste större samhälle är Goričan, 6,0 km norr om Donji Mihaljevec. Trakten runt Donji Mihaljevec består till största delen av jordbruksmark.